# فلافيو
فلافيو (بالبرتغالية: Flávio Emídio dos Santos Vieira)، (1970- 2025 م) هو لاعب كرة قدم برازيلي في مركز حراسة المرمى. 

## سيرته
وُلد فلافيو في 17 ديسمبر 1970، في ماسايو في البرازيل. لعب مع أتلتيكو باراناينسي ونادي أمريكا ونادي بارانا ونادي فاسكو دا غاما. 

## وفاته
توفي في ماسايو، يوم الأحد 13 يوليو (تَمُّوز) 2025م.